# 杉本淑彦
杉本 淑彦（すぎもと よしひこ、1955年 - ）は、日本の歴史学者、京都大学名誉教授（二十世紀学専修）。専攻はフランス史。

## 来歴・人物
京都生まれ。京都市立紫野高等学校卒、京都大学文学部西洋史学科卒、同大学院博士課程中退、静岡大学助教授、1998年大阪大学文学部助教授、教授を経て2002年より現職。
2006年から、大伴昌司の仕事場に遺されていた膨大な原稿や原画などが、京都大学文学部二十世紀学研究室に寄託され、デジタルアーカイブ化に2008年4月から取り組み、順次公開することになっていたというが、その後、公開は実現していない。
また、2008年から円谷プロダクションの協力を得て、1960年代～1970年代前半のウルトラ番組の企画・制作に関わった人びとに対して、聞き取り調査をおこなっていたというが、やはり、その後、公開されていない。

## 著書
- 『文明の帝国 ジュール・ヴェルヌとフランス帝国主義文化』山川出版社 1995
- 『ナポレオン伝説とパリ 記憶史への挑戦』山川出版社 2002
- 『ナポレオン――最後の専制君主，最初の近代政治家』岩波新書 2018

### 共著
- 『大学で学ぶ西洋史 近現代』小山哲、上垣豊、山田史郎共編著 ミネルヴァ書房 2011
- 『理解しやすい世界史B』監修 文英堂 シグマベスト 2013
- 『教養のフランス近現代史』竹中幸史共編著 ミネルヴァ書房 2015

翻訳
- ジェフリー・エリス『ナポレオン帝国』中山俊共訳 岩波書店 2008